# Rontrose Heathman
Ronald Neal Heathman, mieux connu sous le nom de Rontrose Heathman, mort en août 2020, est l'un des deux guitaristes du groupe de rock 'n' roll The Supersuckers.
Membre fondateur des Supersuckers, Rontrose a quitté temporairement le groupe en 1995 et n'a pas participé aux enregistrements des albums The Sacrilicious Sounds of the Supersuckers et Must've Been High. Il est revenu pour l'enregistrement de The Evil Powers of Rock 'N' Roll en 1999 et est toujours membre du groupe.
Comme l'autre guitariste des Supersuckers Dan "Thunder" Bolton, Rontrose joue essentiellement sur une Gibson Les Paul Goldtop.